# 2014 în România
2012 - 2013 - 2014 - 2015 - 2016
2014 (MMXIV) în România a însemnat o serie de noi evenimente notabile.

## Evenimente
20 ianuarie
- S-a produs Accidentul aviatic din Munții Apuseni, soldat cu 2 morți și 5 răniți.

24 ianuarie
- Foștii miniștri Zsolt Nagy (UDMR) și Tudor Chiuariu (PNL) au fost condamnați penal pentru abuz în serviciu la patru, respectiv trei ani și șase luni de închisoare, cu suspendarea executării pedepsei.

26 ianuarie
- Administrația Națională de Meteorologie emite pentru prima dată în România codul roșu din cauza cantităților mari de zăpadă și a vitezei vântului, pentru județele Buzău, Brăila și Vrancea

30 ianuarie
- Relu Fenechiu (PNL) este condamnat definitiv la cinci ani de închisoare cu executare.[1]

25 februarie
- Într-o conferință de presă ținută după Delegația Permanentă a PNL, Crin Antonescu, președintele PNL anunță destrămarea USL. Decizia a fost luată pentru "încălcare repetată și flagrantă ajunsă la un prag inacceptabil a unor elemente ale înțelegerii politice la alcătuirea Guvernului de către primul-ministru Victor Ponta".[2]

26 februarie
- Miniștrii liberali din guvern își prezintă demisiile. Fostul președinte al PNL și membru fondator al partidului, Călin Popescu Tăriceanu, și-a prezentat demisia din PNL; Tăriceanu, alături de alți șase liberali, a votat împotriva ruperii USL în Delegația Permanentă a partidului.

4 martie
- Dosarul Transferurilor[3]

5 martie
- Este investit în funcție cabinetul Ponta (3).

10 martie
- Au loc manifestații în favoarea autonomiei Ținutului Secuiesc la Târgu Mureș[4][5]

12 martie
- Au loc 102 de percheziții domiciliare în 18 județe în cadrul Dosarului Mafia Cărnii. Sute de tone de carne au fost retrase de pe piață sau distruse.[6]

2 (și 16) noiembrie
- Alegeri prezidențiale în România, 2014[7]

## Decese
3 decembrie:  Ion Cîlea,cel de al 2 lea președinte al cj vîlcea (n. 1944)